# Гомелькабель
СОАО «Гомелькабель» (Гомельский кабельный завод; бел. СААТ «Гомелькабель»; Гомельскі кабельны завод) — белорусское предприятие, расположенное в Железнодорожном районе Гомеля.

## История
Завод создан в 1958 году на базе завода «Металлопрокат». Первоначально выпускал неизолированные провода для воздушных линий электропередач и эмалированные провода. Первоначально предприятие подчинялось Управлению электротехнической и приборостроительной промышленности Совета народного хозяйства (СНХ) БССР, в 1964—1965 годах — Управлению электротехнической промышленности СНХ БССР, в 1965 году в связи с упразднением совнархозов передано в подчинение Главного управления кабельной промышленности Министерства электротехнической промышленности СССР. В 1974 году (по другим данным, в 1976 году) завод вошёл в состав производственного объединения «Белорускабель» Всесоюзного ПО «Союзэлектрокабель» Министерства электротехнической промышленности СССР вместе с остальными предприятиями отрасли на территории Белорусской ССР — Мозырским кабельным заводом (головное предприятие ПО) и щучинским заводом «Автопровод».
В 2009 году сообщалось об интересе европейского инвестора к приобретению акций предприятия (на тот момент часть акций уже принадлежала иностранной компании). В 2011 году 25,7 % государственных акций предприятия были проданы российскому АО «Людиновокабель».

## Современное состояние
Предприятие производит провода обмоточные с эмалевой, бумажной, стекловолокнистой, комбинированной изоляцией, неизолированные провода для воздушных ЛЭП, алюминиевую и медную проволоку. Выручка завода в 2019 году составила 50,8 млн белорусских рублей (около 25 млн долларов), чистая прибыль — 250 тыс. белорусских рублей (около 120 тыс. долларов).